# 籃球招式
籃球招式是籃球員用來過人、上籃或傳球的特殊動作。

## 運球

### 交叉運球
持球者斜向運球，將球換至另一隻手，是運球的基本技巧。

### 跨下運球
讓球在跨下彈跳

### 背後運球
讓球在背後彈跳。

### In and out
持球者假裝交叉運球，但在將球壓下的瞬間改變方向，將球運到同一隻手但相反的方向。

### Hesitation(拜佛)
在不合球的情況下作假動作投籃，在防守者跳起或重心上浮瞬間進行突破。
(需要注意的是，此招式使用不當可能被吹二次運球犯規)

### ankle-break(腳踝終結)
指在篮球场上单手持球突破，假装向一侧突破，当防守者上当而移动时，迅速将球换到另一侧进行突破，有时会将防守人晃到。防守者很容易在跌倒时，伤及脚踝，故称脚踝终结者。

## 三威脅姿勢

### 刺探步 (Jab step)
在停球狀態下，用非軸心腳向前方做出突刺的動作，在防守球員露出破綻時發動切入或投籃。

### 假投籃 (Pump fake)
假裝做出跳投的動作，但在雙腳離地前停止。假投籃可以讓防守球員跳起或著喪失平衡。

## 收球後

### 歐洲步
運球收球之後，先往一個方向踏一步，再往另一個方向踏一步，接者上籃。

## 上籃

### 倒鉤
球員從籃框的一側穿越到另一側之後上籃。

### 拋投/眼淚拋 (Floater)
在行進間將球舉起單手出手，利用提早出手以及高角度的拋物線，使得對手難以防守。

## 低位

### Up and under(上下步)
做出一個射籃的假動作，待防守球員的重心往上轉移之後，再從側邊出手。(軸心腳離地前必須出手)   

### 勾射
以肩膀隔開防守球員，並用單手將球舉起投出以避開對手的阻攻。

### 倒叉步 (Drop step)
背對球框及防守球員，將一隻腳往後跨向防守球員的胯下，並轉身出手。

## 投籃

### 乾拔跳投
崔西·麥葛瑞迪著名招式，當防守方貼進進攻方時，進攻方依舊凭借腰部強行發力直接起跳，優點是速度快，但命中率卻不高。乾拔是需要滯空的跳投，當身體調整好姿勢時，命中率最高。

### 急停跳投 (Pull up jumper)
在運球前進時，突然垂直起跳投籃。這種跳投方式是以腿部力量為主，射程可近可遠，命中率高。

### 後仰跳投 (Fadeaway)
跳投時身體向後傾斜。後仰跳投可以拉開防守者，製造利於投籃的空間。
例:麥可·喬丹與柯比·布萊恩等NBA球星皆為後仰跳投的佼佼者。

### 後撤步投籃 (Step back jump shot)
在投籃前先往後方或左右移動一步。拉大防守方與进攻方的距離。增加投籃空間。